# Cladocolea coyucae
Cladocolea coyucae är en tvåhjärtbladig växtart som beskrevs av Kuijt. Cladocolea coyucae ingår i släktet Cladocolea och familjen Loranthaceae. Inga underarter finns listade i Catalogue of Life.